# Funzionale lineare
In matematica, e più precisamente in algebra lineare, un funzionale lineare o forma lineare è un'applicazione lineare da uno spazio vettoriale nel suo campo di scalari. Può trattarsi di un funzionale inteso come funzione che ha per argomento un'altra funzione, ma non è necessariamente definito sempre così. Il termine "funzionale lineare" è usato specialmente in analisi funzionale, mentre "forma lineare" è più usato in geometria, dove una forma lineare è un particolare esempio di forma multilineare.
L'insieme dei funzionali lineari agenti su uno spazio vettoriale {\displaystyle V} forma a sua volta uno spazio vettoriale, lo spazio duale {\displaystyle {\tilde {V}}} (spesso denotato anche con {\displaystyle V^{*}} o {\displaystyle V'}).
In {\displaystyle \mathbb {R} ^{n}}, se i vettori sono rappresentati come vettori colonna, i funzionali lineari sono vettori riga, che agiscono sui vettori colonna per mezzo di un prodotto scalare (in generale, una forma sesquilineare) o un prodotto matriciale (tra un vettore riga a sinistra e un vettore colonna a destra). Ad esempio, dati i vettori colonna:
{\displaystyle \mathbf {x} ={\begin{bmatrix}x_{1}\\\vdots \\x_{n}\end{bmatrix}}\in \mathbb {R} ^{n}}
allora ogni funzionale lineare {\displaystyle f} può essere scritto in tali coordinate come una somma del tipo:
{\displaystyle f(\mathbf {x} )=a_{1}x_{1}+\cdots +a_{n}x_{n}}
Si tratta del prodotto matriciale tra il vettore riga {\displaystyle [a_{1}\dots a_{n}]} e il vettore colonna {\displaystyle \mathbf {x} }:
{\displaystyle f(\mathbf {x} )=[a_{1}\dots a_{n}]{\begin{bmatrix}x_{1}\\\vdots \\x_{n}\end{bmatrix}}}
I funzionali lineari sono stati inizialmente introdotti nell'ambito dell'analisi funzionale, in particolare nello studio degli spazi funzionali vettoriali. Un tipico esempio di funzionale lineare è l'operatore integrale di Riemann:
{\displaystyle I(f)=\int _{a}^{b}f(x)\,dx}
che è definito sullo spazio vettoriale {\displaystyle C[a,b]} delle funzioni continue sull'intervallo {\displaystyle [a,b]} e mappa nel campo dei reali {\displaystyle \mathbb {R} }. La linearità si vede da note proprietà degli integrali:
{\displaystyle I(f+g)=\int _{a}^{b}(f(x)+g(x))\,dx=\int _{a}^{b}f(x)\,dx+\int _{a}^{b}g(x)\,dx=I(f)+I(g)}
{\displaystyle I(\alpha f)=\int _{a}^{b}\alpha f(x)\,dx=\alpha \int _{a}^{b}f(x)\,dx=\alpha I(f)}
I funzionali lineari sono molto utilizzati in fisica.

## Definizione
Sia {\displaystyle V} uno spazio vettoriale su un campo {\displaystyle K}. Un funzionale lineare {\displaystyle f} è una funzione lineare da {\displaystyle V} a {\displaystyle K}. Valgono quindi le seguenti relazioni:
{\displaystyle f(\mathbf {v} +\mathbf {w} )=f(\mathbf {v} )+f(\mathbf {w} )\qquad \forall \mathbf {v} ,\mathbf {w} \in V}
{\displaystyle f(a\mathbf {v} )=af(\mathbf {v} )\qquad \forall \mathbf {v} \in V,\forall a\in K}
Date due funzioni misurabili a valori positivi {\displaystyle f\in L^{p}(\mathbb {R} )} e {\displaystyle g\in L^{p'}(\mathbb {R} )}, con {\displaystyle p^{-1}+p'^{-1}=1}, per la disuguaglianza di Hölder si ha che {\displaystyle fg\in L^{1}(\mathbb {R} )}. Considerando la funzione {\displaystyle g}, è quindi possibile definire:
{\displaystyle G(f)=\int _{-\infty }^{\infty }{\bar {f}}gdx}
per ogni {\displaystyle f\in L^{p}(\mathbb {R} )}. L'operatore {\displaystyle G} è allora un operatore limitato, la cui norma non è maggiore della q-norma di {\displaystyle g}. Ogni funzionale limitato di {\displaystyle L^{p}(\mathbb {R} )} può essere scritto in tal modo per un qualche {\displaystyle g\in L^{p'}(\mathbb {R} )}.
L'insieme di tutti i funzionali lineari da {\displaystyle V} in {\displaystyle K}, essendo chiuso rispetto alle operazioni di somma e prodotto per scalare, forma uno spazio vettoriale {\displaystyle {\tilde {V}}}, lo spazio duale di {\displaystyle V}. Se {\displaystyle V} ha dimensione {\displaystyle n}, allora anche {\displaystyle {\tilde {V}}} ha dimensione {\displaystyle n}. La mappa che associa ad ogni {\displaystyle g\in L^{p'}} il corrispondente funzionale lineare {\displaystyle G} definito su {\displaystyle L^{p}} è un isomorfismo isometrico di {\displaystyle L^{p'}} nel duale di {\displaystyle L^{p}}.
Se {\displaystyle V} è uno spazio vettoriale sui numeri reali o complessi, ed è dotato di una topologia che lo rende uno spazio vettoriale topologico, risultano particolarmente interessanti i funzionali lineari continui, che formano un sottospazio dello spazio duale detto spazio duale continuo o anche duale topologico. Per distinguerlo dal duale continuo, il generico spazio duale è talvolta detto spazio duale algebrico. In dimensione finita, comunque, il duale algebrico e il duale continuo coincidono poiché ogni funzionale lineare è un operatore lineare continuo. In generale il duale continuo è un sottospazio del duale algebrico. Si usa spesso denotare con {\displaystyle V^{*}} il duale algebrico e con {\displaystyle V'} il duale continuo, sebbene la notazione sia varia a seconda degli autori.
Si definisce un funzionale lineare positivo un funzionale {\displaystyle G\ } tale che {\displaystyle G(f)\geq 0} per ogni {\displaystyle f} puntualmente positiva. Si dimostra che ogni funzionale lineare positivo è continuo.

## Esempi
- La funzione {\displaystyle f:\mathbb {R} ^{n}\to \mathbb {R} } data da:

{\displaystyle (x_{1},\ldots ,x_{n})\mapsto x_{1}}
è un funzionale lineare che associa ad ogni vettore dello spazio euclideo la sua prima coordinata.
- Il funzionale:

{\displaystyle f\mapsto \int _{a}^{b}f(x)\,dx}
associa ad una funzione integrabile {\displaystyle f}, definita sull'intervallo {\displaystyle [a,b]} ed a valori nei numeri reali o complessi, l'integrale di {\displaystyle f} tra i due estremi. Qui lo spazio vettoriale {\displaystyle V} può essere ad esempio quello delle funzioni continue sull'intervallo, oppure quello più grande delle funzioni integrabili. In entrambi i casi {\displaystyle V} ha dimensione infinita.
- Sia {\displaystyle P_{n}} lo spazio vettoriale delle funzioni polinomiali a valori reali di grado inferiore a n definite su {\displaystyle [a,b]}. Se {\displaystyle c\in [a,b]}, sia {\displaystyle ev_{c}:P_{n}\to \mathbb {R} } il funzionale di valutazione:

{\displaystyle \operatorname {ev} _{c}f=f(c)}
La mappa {\displaystyle f\to f(c)} è lineare dal momento che:
{\displaystyle (f+g)(c)=f(c)+g(c)}
{\displaystyle (\alpha f)(c)=\alpha f(c)}
Se {\displaystyle x_{0},\dots ,x_{n}} sono n+1 punti distinti di {\displaystyle [a,b]} allora l'insieme dei funzionali {\displaystyle ev_{x_{i}}} forma una base dello spazio duale di {\displaystyle P_{n}}.
- Nella teoria delle distribuzioni, le distribuzioni sono definite come funzionali lineari che agiscono su spazi di funzioni di test. In tale contesto, un analogo al funzionale nell'esempio precedente è la delta di Dirac.

## Basi in dimensione finita
Sia {\displaystyle \mathbf {e} _{1},\mathbf {e} _{2},\dots ,\mathbf {e} _{n}} una base (qualsiasi) dello spazio vettoriale {\displaystyle V}. Lo spazio duale {\displaystyle {\tilde {V}}} possiede allora una base {\displaystyle {\tilde {\omega }}^{1},{\tilde {\omega }}^{2},\dots ,{\tilde {\omega }}^{n}}, detta base duale, definita dalla proprietà:
{\displaystyle {\tilde {\omega }}^{i}(\mathbf {e} _{j})={\begin{cases}1&{\text{se }}i=j,\\0&{\text{se }}i\neq j.\end{cases}}}
In modo più compatto si può scrivere anche:
{\displaystyle {\tilde {\omega }}^{i}(\mathbf {e} _{j})=\delta _{j}^{i}}
dove {\displaystyle \delta _{j}^{i}} è il delta di Kronecker, ed apici e pedici denotano la covarianza e controvarianza degli indici utilizzati.
Un funzionale lineare {\displaystyle {\tilde {u}}\in {\tilde {V}}} può essere espresso come combinazione lineare di funzionali di base, con coefficienti {\displaystyle u_{i}}:
{\displaystyle {\tilde {u}}=\sum _{i=1}^{n}u_{i}\,{\tilde {\omega }}^{i}}
Allora, applicando il funzionale {\displaystyle {\tilde {u}}} al vettore di base {\displaystyle \mathbf {e} _{j}} si ottiene:
{\displaystyle {\tilde {u}}(\mathbf {e} _{j})=\sum _{i=1}^{n}(u_{i}\,{\tilde {\omega }}^{i})\mathbf {e} _{j}=\sum _{i}u_{i}({\tilde {\omega }}^{i}(\mathbf {e} _{j}))=\sum _{i}u_{i}\delta ^{i}{}_{j}=u_{j}}
Questa relazione mostra come si può estrarre una singola componente di un funzionale lineare applicando il funzionale al corrispondente vettore di base.
Se {\displaystyle V} possiede un prodotto interno, allora si può scrivere esplicitamente una formula per la base duale di una base data. Se {\displaystyle \mathbf {e} _{1},\mathbf {e} _{2},\mathbf {e} _{3}} è una base di {\displaystyle V}, la base duale è:
{\displaystyle {\tilde {\omega }}^{i}(\mathbf {v} )={1 \over 2}\,\left\langle {\sum _{j=1}^{3}\sum _{k=1}^{3}\varepsilon ^{ijk}\,(\mathbf {e} _{j}\times \mathbf {e} _{k}) \over \mathbf {e} _{1}\cdot \mathbf {e} _{2}\times \mathbf {e} _{3}},\mathbf {v} \right\rangle \qquad i=1,2,3}
dove {\displaystyle \varepsilon ^{ijk}} è il simbolo di Levi-Civita e {\displaystyle \langle ,\rangle } il prodotto interno su {\displaystyle V}.
In dimensione maggiore:
{\displaystyle {\tilde {\omega }}^{i}(\mathbf {v} )=\left\langle {\frac {{\underset {{}^{1\leq i_{2}<i_{3}<\dots <i_{n}\leq n}}{\sum }}\varepsilon ^{ii_{2}\dots i_{n}}(\star \mathbf {e} _{i_{2}}\wedge \dots \wedge \mathbf {e} _{i_{n}})}{\star (\mathbf {e} _{1}\wedge \dots \wedge \mathbf {e} _{n})}},\mathbf {v} \right\rangle }
dove {\displaystyle \star } è l'operatore star di Hodge.